# 남원 분기점
남원 분기점(南原分岐點, Namwon Junction, 남원JC)은 전북특별자치도 남원시 대산면 대곡리, 풍촌리에 걸쳐 설치된 광주대구고속도로와 순천완주고속도로가 만나는 분기점이다.

## 연혁
- 2004년 12월 30일 : 2011년까지 분기점 신설을 위해 남원시 도시계획시설 교통광장에 대산면 풍촌리, 대곡리 일원을 남원 분기점으로 고시[1]
- 2010년 12월 28일 : 순천완주고속도로 완주 ~ 서남원 구간 개통과 함께 영업 개시[2]

## 구조물 정보
클로버형 입체 교차로이며,이와 같은 형태로는 경부고속도로 양재 IC가 있다.
- 위치: 전북특별자치도 남원시 대산면 대곡리, 풍촌리

## 접속하는 노선

### 광주・대구방면
- 광주대구고속도로 (16번)

### 순천・완주방면
- 순천완주고속도로 (6번)